# Mobly Island
Mobly Island är en ö i Australien. Den ligger i delstaten Western Australia, omkring 2 100 kilometer nordost om delstatshuvudstaden Perth. Arean är 0,78 kvadratkilometer. Den sträcker sig 1,5 kilometer i nord-sydlig riktning, och 1,5 kilometer i öst-västlig riktning.
Savannklimat råder i trakten. Genomsnittlig årsnederbörd är 1 830 millimeter. Den regnigaste månaden är februari, med i genomsnitt 450 mm nederbörd, och den torraste är augusti, med 4 mm nederbörd.